# Budnoor, Shahpur
Budnoor là một làng thuộc tehsil Shahpur, huyện Gulbarga, bang Karnataka, Ấn Độ.